# 服部勘十郎
服部 勘十郎（はっとり かんじゅうろう、生年不詳 - 天正12年（1584年））は、戦国時代の武将。服部保長の子。

## 略歴
服部正成の兄で徳川家康に仕えるも、天正12年（1584年）尾張国の合戦で討死する（小牧・長久手の戦いか）。